# Ezüst Kísértet
Az Ezüst Kísértet, valódi nevén Siobhan McDougal egy kitalált szereplő a DC Comics képregényeiben. A szereplőt John Byrne alkotta meg. Első megjelenése az Action Comics 595. számában volt, 1987 decemberében.
Siobhan McDougal egy ősi gael klán fejének elsőszülött gyermeke. Apja halála után azonban Seamus bácsikája nem akarta átadni a hatalmat egy nő kezébe. Siobhan egyedül kísérelte meg elvégezni a misztikus ceremóniát, melyek során ő vált volna a klán fejévé. A szertartás során öccse, Bevan megzavarta és a megidézett erők egy pokoli dimenzióba ragadták magukkal. Siobhan egészen addig sínylődött abban a dimenzióban míg egy magát Vénasszonynak nevező nő át nem adta neki az Ezüst Kísértet erejét, hogy visszatérhessen a Földre.
Az Ezüst Kísértet általában mint Superman ellenfele jelenik meg a képregények lapjain.